# Famille Tournié (sculpteurs)
Les Tournié sont une famille de sculpteurs des XVIIe et XVIIIe siècles de Gourdon, en Quercy.

## Contexte historique
L'œuvre des Tournié s'inscrit dans le grand renouveau de l'Église catholique au XVIIe siècle. Les guerres de religion avaient laissé le clergé en crise et les lieux de culte en ruine. Entre 1636 et 1659, dans le diocèse de Cahors, l'évêque Alain de Solminihac s'emploie à mettre en œuvre les recommandations du concile de Trente. L'accent est mis sur l'ornement des églises, ou la beauté des images est censée exalter la ferveur des fidèles. En 1638, il avait publié des statuts diocésains dans lesquels il avait consacré deux chapitres à la réparation et à l'embellissement des églises.
La période 1660-1720, qui correspond au règne de Louis XIV, porte à son apogée la construction de retables, ainsi que des tabernacles, illustrant la place nouvelle du Saint Sacrement dans la liturgie.
À Gourdon, l'atelier familial des Tournié voit se succéder au moins trois générations de maistres-sculpteurs : Raymond, Jean et François Tournié. Leur réputations s'étend jusqu'en Limousin et en Périgord (commande d'un retable pour la cathédrale de Sarlat). Les Tournié ne font pas œuvre d'exception. Les huit retables et les treize tabernacles qui leur sont attribués se réfèrent au répertoire des formes largement répandues par les recueils de modèles. On note une préférence marquée pour certains motifs: balustrades, ailerons à volutes, coquilles, godrons, feuilles d'acanthe. Colonnes torses ornées de pampres et figures d'anges, en pied ou en buste, rythment la composition; corniches et ressauts accentuent l'effet de mouvement. Malgré la profusion décorative, la structure architecturale de l'œuvre reste toujours lisible.
Réalisés en bois de noyer ou de tilleul, retables et tabernacles étaient conçus pour être peints. De fait, le talent des Tournié ne gagnerait pas une mise à nu. C'est que la sculpture baroque est un art de la mise en scène: la qualité du modelé compte moins que l'éclat des peintures et des dorures.
Aucune des œuvres des ateliers Tournié n'étant signées, ce n'est que par les contrats passés devant notaires, quand ils sont conservés, qu'il est possible leur rattacher avec certitude des éléments du mobilier. Les comparaisons stylistiques avec les œuvres certaines ont permis de leur attribuer d'autres œuvres.
Si les Tournié ont travaillé essentiellement dans le Quercy (sensiblement le département actuel du Lot), ils ont aussi honoré des commandes dans les régions limitrophes correspondant aux départements du Lot-et-Garonne (Agenais), Dordogne (Périgord), Corrèze (Bas-Limousin), mais pouvant aussi aller jusqu'à La Réole ou Limoges.

## Quelques éléments de la généalogie sur la famille Tournié à Gourdon
Le premier Tournié apparaissant à Gourdon, est Jehan Tournié, originaire des Charentes. Les premières traces dans les registres paroissiaux concernent la naissance de ses enfants qu'il a eu avec son épouse, Marie de Bernard : Jeanne, en 1597, Pierre, en 1602, Jean, en 1607.
Il est probable que le marché du mobilier religieux était florissant à cette époque après les destructions dues aux guerres de religion et les directives du concile de Trente demandant l'embellissement des églises. D'autres membres de la famille Tournié arrivent à Gourdon. C'est d'abord François Tournié qui a une fille en 1621, Pierette, avec son épouse Catherine Lavaisse.
Puis Guillaume Tournié qui a eu deux fils, Jean dit Jean I, en 1633, et Raymond qui naît peu après. C'est la descendance de cette branche de la famille qui va faire prospérer les ateliers Tournié.
Le plus connu est Jean II Tournié, né en 1647. C'est le sculpteur le plus brillant et le plus actif des ateliers.

## Œuvres monumentales authentifiées
- Lostange, église paroissiale : grand tabernacle en bois polychrome (classé Monument Historique le 11 décembre 1974)[1].
- Turenne, collégiale : grand tabernacle et retable en bois doré et polychrome.
- Moirax, église Notre-Dame, stalles.
- Le Mas-d'Agenais, stalles de l'église Saint-Vincent. C'étaient les stalles de l'abbaye bénédictine de La Réole qui y ont été amenées après la Révolution française[2].
- Lauzun, retable et chaire de l'église Saint-Étienne.
- Gourdon, autel tabernacle, retable de la chapelle Notre-Dame-des-Neiges[3].
- Corrèze, retable de l'église Saint-Martial[4].
- Montfaucon (Lot), retables de l'église Saint-Barthélémy : retable du maître-autel dédié à Dieu le Père avec une Crucifixion peinte au centre représentant saint Barthélemy, patron de l'église, et saint Martin de Tours ; retable de la chapelle Saint-Jacques, patron de la confrérie des chapeliers; retable de la chapelle de la Vierge au nord avec la statue de la Vierge à l'Enfant sous la représentation de Dieu le Père. L'ensemble est classé monument historique.

## Œuvres monumentales attribuées
- Cazillac, église Notre-Dame de la Nativité de Lasvaux : tabernacle en bois doré[5].
- Puy d'Arnac, église : tabernacle en bois doré polychrome
- Gourdon, autel, tabernacle de la chapelle de la Majou[6].
- Gourdon, retable de Notre-Dame-de-Pitié, sainte Barbe, sainte Marguerite de l'église de Prouilhac[7].
- Gourdon, retable et bas-reliefs de l'église Saint-Pierre
- Lherm, retable de l'église Notre-Dame-de-l'Assomption[8],[9].
- Montcléra, retables de l'église[10].
- Parnac, lambris de revêtement, bas-reliefs et statues de l'église[11].
- Sérignac, retable de l'église[12].
- Le Vigan, bas-reliefs de l'église Notre-Dame-de-l'Assomption[13].
- Casseneuil, retable du maître-autel, statues du tabernacle de l'église Saint-Pierre-Saint-Paul[14],[15].
- Villeneuve-sur-Lot, mobilier de la chapelle Notre-Dame-du-Bout-du-Pont[16].
- Villeneuve-sur-Lot, chapelle des pénitents bleus ou Saint-Jérôme[17],[18].
- Lespourcy, gradin d'autel, tabernacle et statuettes de l'église de l'Assomption-de-la-Bienheureuse-Vierge-Marie[19],[20].
- Belvès, autel, gradin, tabernacle de l'église Notre-Dame-de-l'Assomption[21].
- Sarlat-la-Canéda, retables de l'ancienne cathédrale Saint-Sarcerdos[22],[23],[24],[25],[26].
- Saint-André-d'Allas
- Turenne, maître autel de l'église Saint-Paul[27]
- Retable de la chapelle des Pénitents Noirs de Villefranche-de-Rouergue

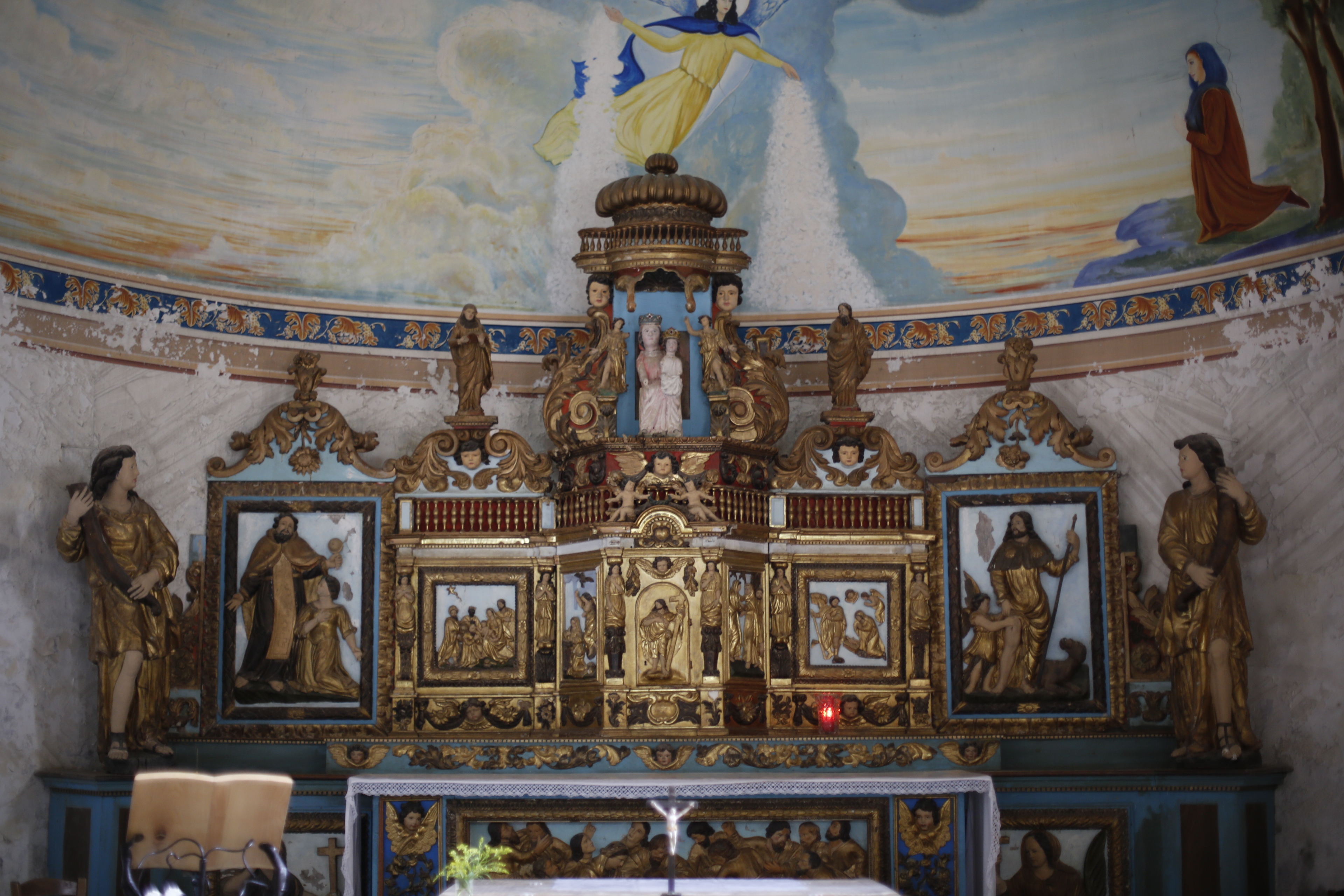
Autel de la chapelle Notre-Dame-des-Neiges
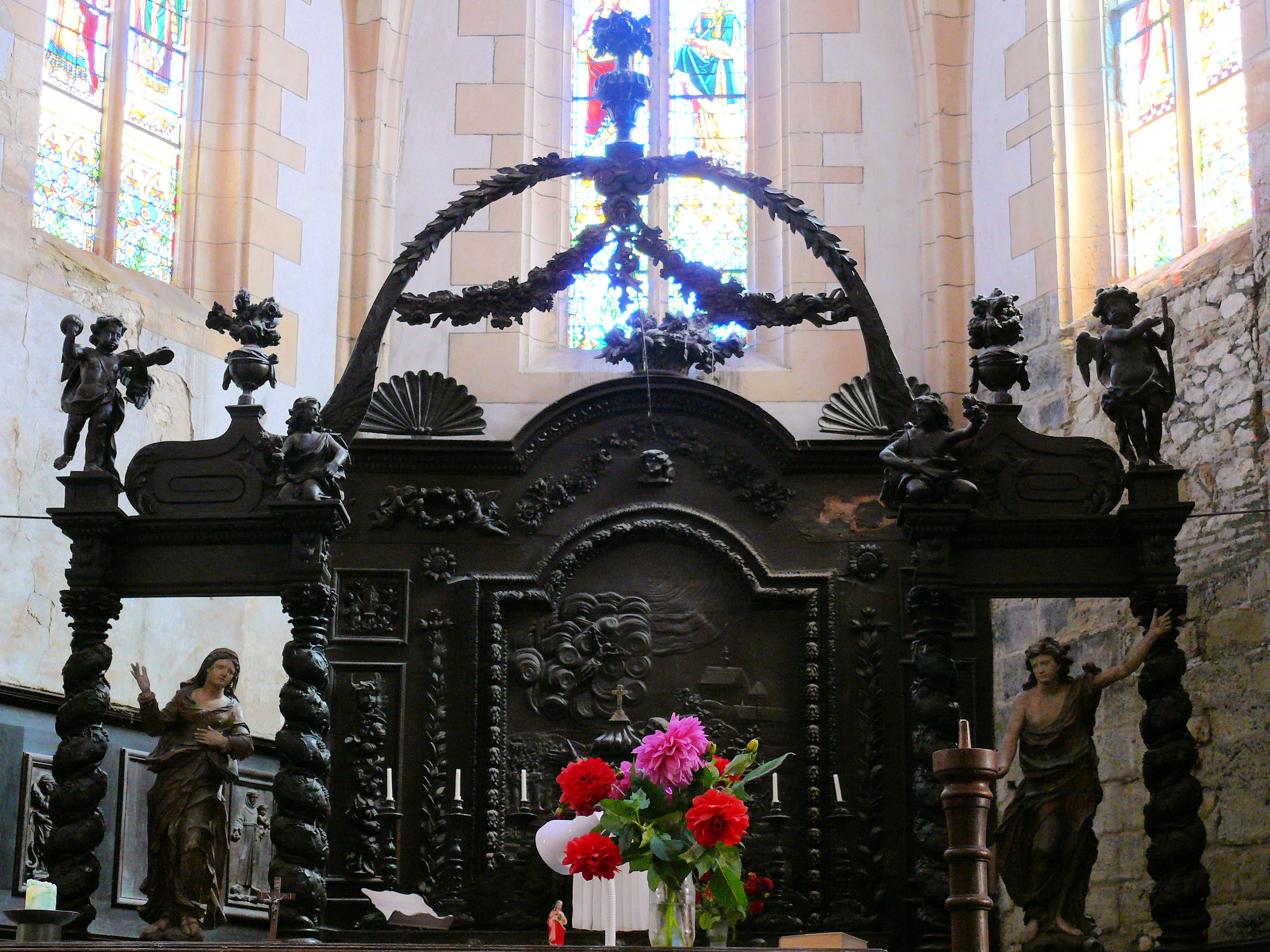
Retable de l'église Saint-Étienne de Lauzun
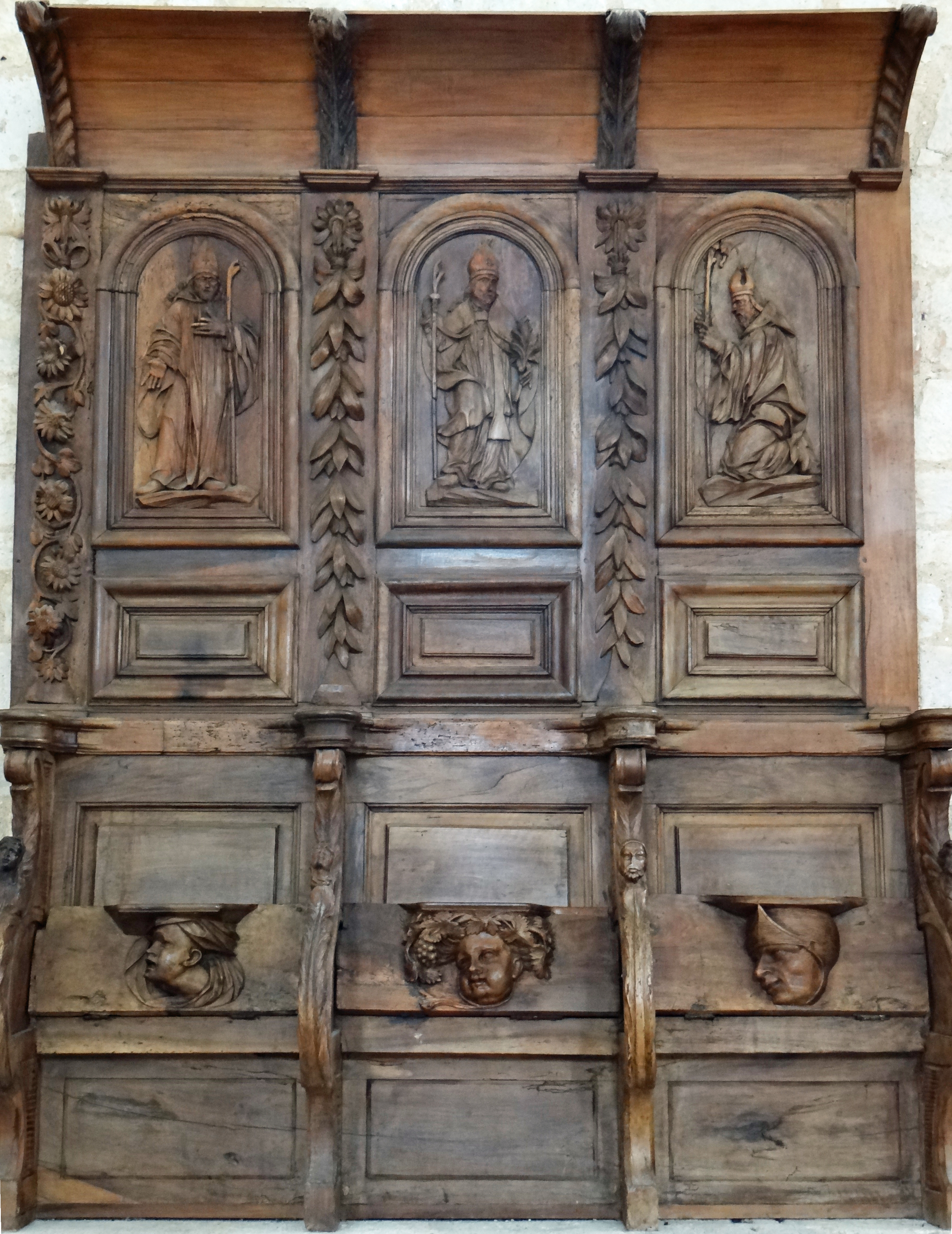
Stalles de l'église Notre-Dame de Moirax
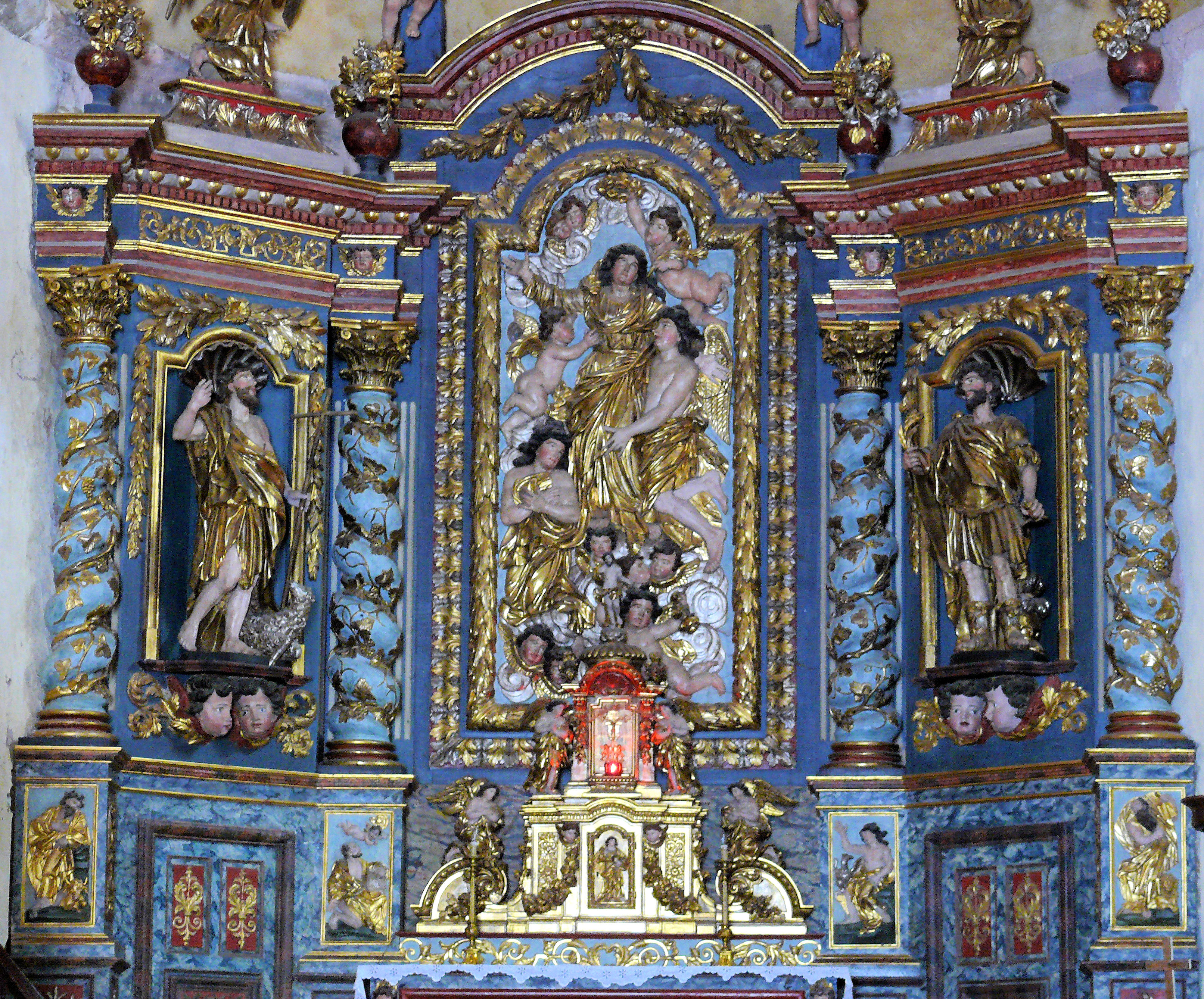
Retable de l'église Notre-Dame-de-l'Assomption de Lherm